# Výškové horolezectví

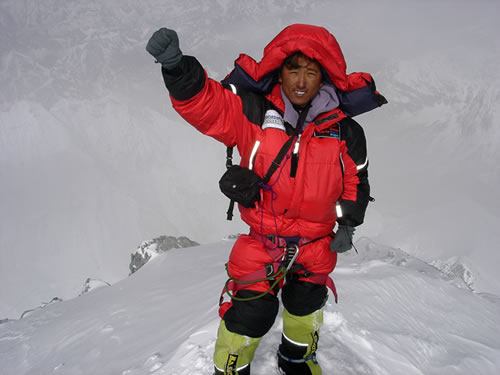
Horolezec na vrcholu Mount Everestu

Výškové horolezectví, případně též horolezectví vysokých velehor nebo lezení ve vysokých velehorách, je druhem horolezectví či alpinismu, kdy na výkon horolezce působí kromě výzev daných samotným horolezeckým terénem také mimořádné překážky dané pobytem ve vysoké nadmořské výšce. Vymezení hranice, od které se jedná o výškové horolezectví se liší – může jít o nadmořskou výšku 5500 m, jako přibližnou výšku poloviny tlaku v atmosféře, či konvencemi dané hranice 6000 či 6500 metrů, případně nadmořská výška „pásma smrti“ od přibližně 7000 m. V bývalé ČSSR byla pro „výškové výstupy“ uznávána hranice nad 6000 m a i nadále tato výšková hranice rozděluje kategorie výstupů v anketě „Výstup roku“ Českého horolezeckého svazu.
Z uvedené výškové hranice vyplývá, že existuje pouze několik pohoří, kde je možné výškové horolezectví praktikovat – především pohoří tzv. Vysoké Asie a případně Kordillery v Americe.
Výškové horolezectví zahrnuje zdolávání obtížných výstupů ve strmých stěnách a pilířích, ale paradoxně i technicky snadné výstupy, které by v nižších horách platily za vysokohorskou turistiku. Společným znakem výškového horolezectví tak zůstávají nároky na lidskou fyziologii v podobě nízkého tlaku vzduchu a tedy nutnosti aklimatizace, a také odlišné vlivy podnebí a počasí v podobě extrémních teplot, tryskového proudění, odlišné struktury sněhu a ledu, sluneční aktivity a dalších vlivů.
Výstupy ve velehorách nad 6000 m jsou časově a finančně náročné. Každému několikadennímu výstupu obvykle předchází několikatýdenní čekání na vhodné počasí a aklimatizace na nadmořskou výšku, a několikaměsíční příprava, trénink, shánění financí a prostředků na cestu, organizace cesty. Existují značné rozdíly mezi výstupy v letním a zimním období a také v pojetí výstupu.
V pojetí výstupů existují tři základní modely – subjektivně bezpečnější expediční styl, který bývá také označován jako „klasická“ expedice (někdy také těžká, komerční či zákaznická), sportovně mnohem hodnotnější lehká expedice a sportovně nejhodnotnější alpský styl. 
Objektivní nebezpečí výškového horolezectví představují laviny, počasí, podnebí, nadmořská výška – tedy vlivy, které nelze ovlivnit. Mezi subjektivní nebezpečí pak patří vlivy ovlivnitelné, tedy podcenění počasí, lavinového nebezpečí, zdravotního stavu, vlastních lezeckých schopností apod.

## Historie
Výchozí hranice 6000 m nad mořem pro výškové horolezectví není pevně stanovena. Vychází ze skutečnosti, že až do této výšky stoupali lidé (zejména Tibeťané nebo jihoameričtí Indiáni) i před stoletími z jiných než horolezeckých důvodů. Počátky výškového horolezectví lze hledat přibližně v polovině 19. století. V roce 1897 zlezl švýcarský horský vůdce Mathias Zurbriggen Aconcaguu (6961 m), nejvyšší horu And a celé západní polokoule. Následoval první výstup na sedmitisícovku Trisul v Himálaji vysokou 7120 m v roce 1907 (Tom Longstaff a bratři Alexis a Henri Brocherelové). O dva roky později vystoupil Luigi Amadeo vévoda Abruzzský s bratry Brocherelovými do 7495 m na svazích Čogolisy v Karákóramu. V roce 1924 následoval velký skok v absolutním výškovém rekordu dosažením výšky 8570 m na svazích Mount Everestu britskou expedicí (Felix Norton bez kyslíkového přístroje, George Mallory a Andrew Irvine s kyslíkem). Tato dosažená výška přetrvala jako rekord až do prvního výstupu na Mount Everest roku 1953 (v případě výstupu bez kyslíkového přístroje až do roku 1978).